# Partito della Soluzione Democratica del Kurdistan
Il  Partito della Soluzione Democratica del Kurdistan (in curdo Partî Çareserî Dîmukratî Kurdistan, in sigla PÇDK) è un partito politico del Kurdistan iracheno fondato nel 2002 e facente parte dell'Unione delle Comunità del Kurdistan.